# Mỹ Tú (huyện)
Mỹ Tú là một huyện cũ thuộc tỉnh Sóc Trăng, Việt Nam.

## Địa lý
Huyện Mỹ Tú nằm ở phía tây tỉnh Sóc Trăng, có vị trí địa lý:
- Phía đông giáp thành phố Sóc Trăng và huyện Châu Thành
- Phía tây giáp thị xã Ngã Năm
- Phía nam giáp huyện Thạnh Trị và huyện Mỹ Xuyên
- Phía bắc giáp thị xã Long Mỹ và huyện Phụng Hiệp, tỉnh Hậu Giang.

Với vị trí này đã tạo điều kiện cho Mỹ Tú có lợi thế mở rộng giao lưu kinh tế - văn hóa giữa các địa phương trong và ngoài huyện. Thị trấn Huỳnh Hữu Nghĩa là trung tâm kinh tế, chính trị, văn hóa xã hội của huyện. Do nằm ở phía Tây sông Hậu nên Mỹ Tú tiếp giáp cả vùng mặn và vùng ngọt.

### Khí hậu
Do nằm trong khu vực đồng bằng sông Cửu Long nên khí hậu của huyện mang những nét đặc trưng của khí hậu đồng bằng châu thổ, chịu ảnh hưởng khí hậu nhiệt đới gió mùa, hàng năm có 2 mùa mưa nắng rõ rệt. gió mùa Tây Nam được hình thành từ tháng 5 đến tháng 10; gió mùa Đông Bắc được hình thành từ tháng 11 đến tháng 4 năm sau. Tốc độ gió trung bình/năm là 3,9 m/s, trung bình tháng lớn nhất là 4,9 m/s, trung bình tháng nhỏ nhất là 3,1 m/s.

## Hành chính
Huyện Mỹ Tú có 9 đơn vị hành chính cấp xã trực thuộc, bao gồm thị trấn Huỳnh Hữu Nghĩa (huyện lỵ) và 8 xã: Hưng Phú, Long Hưng, Mỹ Hương, Mỹ Phước, Mỹ Thuận, Mỹ Tú, Phú Mỹ, Thuận Hưng với 83 ấp.
| TT. Huỳnh Hữu Nghĩa Xã Long Hưng Xã Hưng Phú Xã Mỹ Phước Xã Mỹ Thuận Xã Phú Mỹ Xã Thuận Hưng Xã Mỹ Hương Xã Mỹ Tú Bản đồ hành chính huyện Mỹ Tú, tỉnh Sóc Trăng |

## Lịch sử
Mỹ Tú vốn là tên một thôn thuộc tổng Thạnh An, huyện Phong Thạnh, phủ Ba Xuyên từ năm Minh Mạng thứ 20. Đầu thời Pháp thuộc, thôn Mỹ Tú thuộc tổng Thạnh An, huyện Phong Thạnh, hạt Ba Xuyên.
Ngày 5 tháng 1 năm 1876, Mỹ Tú là làng thuộc tổng Thạnh An, huyện Phong Thạnh, hạt Sóc Trăng.
Ngày 30 tháng 8 năm 1916, thực dân Pháp cho thành lập quận Châu Thành thuộc tỉnh Sóc Trăng. Làng Mỹ Tú khi đó thuộc quận Châu Thành. Tuy nhiên, quận lỵ Châu Thành lại đặt tại làng Khánh Hưng (nay là thành phố Sóc Trăng).
Sau năm 1956, chính quyền Việt Nam Cộng hòa đặt Mỹ Tú là xã thuộc tổng Thuận Phú, quận Bố Thảo, tỉnh Ba Xuyên.
Ngày 13 tháng 1 năm 1958, quận Bố Thảo đổi thành quận Thuận Hoà thuộc tỉnh Ba Xuyên, đồng thời xã Mỹ Tú hợp với xã Thuận Hưng thành xã Mỹ Thuận.
Ngày 31 tháng 5 năm 1972, tái lập xã Mỹ Tú với các ấp: Mỹ Tân, Mỹ Thuận, Mỹ Lợi B, Thiện Tân, Thiện Tánh, Tân Mỹ, Tân Hòa.
Về phía chính quyền Cách mạng, xã Mỹ Tú vẫn thuộc huyện Châu Thành, tỉnh Sóc Trăng cho đến đầu năm 1976. Sau đó, chính quyền cũng cho tách đất xã Mỹ Tú để thành lập thị trấn Huỳnh Hữu Nghĩa (thị trấn huyện lỵ huyện Châu Thành).
Ngày 20 tháng 9 năm 1975, Bộ Chính trị ban hành Nghị quyết số 245-NQ/TW về việc hợp nhất tỉnh Cần Thơ (ngoại trừ huyện Thốt Nốt), tỉnh Sóc Trăng, tỉnh Trà Vinh, tỉnh Vĩnh Long thành một tỉnh, tên gọi tỉnh mới cùng với nơi đặt tỉnh lỵ sẽ do địa phương đề nghị lên.
Ngày 20 tháng 12 năm 1975, Bộ Chính trị ban hành Nghị quyết số 19/NQ về việc hợp nhất tỉnh Cần Thơ (bao gồm cả huyện Thốt Nốt của tỉnh Long Xuyên), tỉnh Sóc Trăng thành một tỉnh mới, tên gọi tỉnh mới cùng với nơi đặt tỉnh lỵ sẽ do địa phương đề nghị lên.
Ngày 24 tháng 2 năm 1976, Chính phủ Cách mạng lâm thời Cộng hòa miền Nam Việt Nam ban hành Nghị định số 3/NQ/1976 về việc hợp nhất tỉnh Cần Thơ, tỉnh Sóc Trăng và thành phố Cần Thơ thành một tỉnh mới, lấy tên là tỉnh Hậu Giang.
Ngày 24 tháng 3 năm 1976, Chính phủ Việt Nam ban hành Quyết định số 17/QĐ-CP về việc hợp nhất ba đơn vị hành chính cấp tỉnh ngang bằng nhau là tỉnh Cần Thơ, tỉnh Sóc Trăng và thành phố Cần Thơ để thành lập tỉnh mới, lấy tên là tỉnh Hậu Giang.
Lúc này, huyện Châu Thành (thuộc tỉnh Sóc Trăng cũ) được đổi tên thành huyện Mỹ Tú, do tỉnh Hậu Giang lúc này đã có huyện Châu Thành vốn trước đó thuộc tỉnh Cần Thơ.
Như vậy, từ năm 1976, Mỹ Tú trở thành huyện của tỉnh Hậu Giang, bao gồm thị trấn Huỳnh Hữu Nghĩa và 9 xã: An Ninh, Hồ Đắc Kiện, Long Hưng, Mỹ Hương, Mỹ Phước, Mỹ Tú, Phú Mỹ, Phú Tâm, Thuận Hưng.
Ngày 23 tháng 12 năm 1988, Hội đồng Bộ trưởng ban hành Quyết định số 197-HĐBT về việc:
- Thành lập xã Thiện Mỹ trên cơ sở một phần diện tích và dân số của các xã Long Hưng, An Ninh, Hồ Đắc Kiện và Mỹ Hương.
- Thành lập xã Thuận Hòa trên cơ sở một phần diện tích và dân số của xã Hồ Đắc Kiện.
- Thành lập xã Hưng Phú trên cơ sở một phần diện tích và dân số của xã Long Hưng.
- Thành lập xã An Hiệp trên cơ sở một phần diện tích và dân số của xã An Ninh.
- Thành lập xã Mỹ Thuận trên cơ sở một phần diện tích và dân số của các xã Mỹ Phước, Phú Mỹ và Thuận Hưng.
- Thành lập xã Phú Tân trên cơ sở một phần diện tích và dân số của xã Phú Tâm.

Ngày 26 tháng 12 năm 1991, Quốc hội ban hành Nghị quyết về việc chia tỉnh Hậu Giang thành tỉnh Cần Thơ và tỉnh Sóc Trăng.
Huyện Mỹ Tú thuộc tỉnh Sóc Trăng, bao gồm thị trấn Huỳnh Hữu Nghĩa và 15 xã: An Hiệp, An Ninh, Hồ Đắc Kiện, Hưng Phú, Long Hưng, Mỹ Hương, Mỹ Phước, Mỹ Thuận, Mỹ Tú, Phú Mỹ, Phú Tâm, Phú Tân, Thiện Mỹ, Thuận Hòa, Thuận Hưng.
Ngày 30 tháng 10 năm 1995, Chính phủ ban hành Nghị định số 70-CP về việc sáp nhập 742,63 diện tích tự nhiên và 5.103 nhân khẩu của các xã An Hiệp, An Ninh, Phú Mỹ thuộc huyện Mỹ Tú vào thị xã Sóc Trăng.
Huyện Mỹ Tú còn lại 54.047 ha diện tích tự nhiên và 189.437 nhân khẩu.
Ngày 26 tháng 11 năm 2003, Quốc hội ban hành Nghị quyết số 22/2003/QH11 về việc chia tỉnh Cần Thơ thành thành phố Cần Thơ trực thuộc trung ương và tỉnh Hậu Giang.
Ngày 24 tháng 9 năm 2008, Chính phủ ban hành Nghị định số 02/NĐ-CP về việc:
- Thành lập thị trấn Châu Thành thuộc huyện Mỹ Tú trên cơ sở 603,80 ha diện tích tự nhiên và 6.984 nhân khẩu của xã Thuận Hòa; 165 ha diện tích tự nhiên và 1.608 nhân khẩu của xã Hồ Đắc Kiện.
- Thành lập huyện Châu Thành thuộc tỉnh Sóc Trăng trên cơ sở điều chỉnh 23.632,43ha diện tích tự nhiên và 103.518 nhân khẩu của huyện Mỹ Tú (bao gồm toàn bộ diện tích tự nhiên và nhân khẩu của 7 xã: Thuận Hòa, Hồ Đắc Kiện, An Ninh, An Hiệp, Phú Tân, Phú Tâm, Thiện Mỹ và thị trấn Châu Thành).

Sau khi điều chỉnh địa giới hành chính, huyện Mỹ Tú còn lại 36.815,56 ha diện tích tự nhiên và 111.647 nhân khẩu, có 9 đơn vị hành chính trực thuộc, bao gồm thị trấn Huỳnh Hữu Nghĩa (huyện lỵ) và 8 xã: Mỹ Tú, Mỹ Hương, Mỹ Phước, Mỹ Thuận, Hưng Phú, Long Hưng, Phú Mỹ, Thuận Hưng.
Ngày 12 tháng 6 năm 2025, Quốc hội ban hành Nghị quyết số 202/2025/QH15 về việc sắp xếp đơn vị hành chính cấp tỉnh (nghị quyết có hiệu lực từ ngày 12 tháng 6 năm 2025). Theo đó, sáp nhập tỉnh Hậu Giang và tỉnh Sóc Trăng vào thành phố Cần Thơ.
Ngày 16 tháng 6 năm 2025, Quốc hội ban hành Nghị quyết số 203/2025/QH15 về việc Sửa đổi, bổ sung một số điều của Hiến pháp nước Cộng hòa xã hội chủ nghĩa Việt Nam. Theo đó, kết thúc hoạt động của đơn vị hành chính cấp huyện trong cả nước từ ngày 1 tháng 7 năm 2025.

## Xã hội

### Giáo dục
Hiện tại huyện Mỹ Tú có 5 trường THPT gồm: * Trường THPT Huỳnh Hữu Nghĩa: Thị trấn Huỳnh Hữu Nghĩa
- Trường THCS–THPT Long Hưng: Xã Long Hưng
- Trường THPT Mỹ Hương: Xã Mỹ Hương
- Trường THCS–THPT Mỹ Thuận: Xã Mỹ Thuận
- Trường THPT An Ninh: Xã Thuận Hưng.

## Dân số
Huyện Mỹ Tú có diện tích 368,18 km², dân số ngày 1/4/2019 là 90.524 người, mật độ dân số đạt 246 người/km².
Huyện Mỹ Tú có diện tích 368,45 km², dân số thường trú tính đến ngày 31/12/2022 là 88.761 người, mật độ dân số đạt 241 người/km².
Huyện Mỹ Tú có diện tích 368,45 km², dân số quy đổi tính đến ngày 31/12/2022 là 144.026 người, mật độ dân số đạt 390 người/km².
Huyện Mỹ Tú có diện tích 341,87 km², dân số quy đổi tính đến ngày 31/12/2024 là 146.579 người.

## Giao thông
Có quốc lộ Quản Lộ – Phụng Hiệp và đường cao tốc Châu Đốc – Cần Thơ – Sóc Trăng đi qua.